# Allison J71
L'Allison J71 era un motore aeronautico turbogetto sviluppato a partire dal 1948 negli Stati Uniti dalla Allison Engine Company sulla base del motore J35.

## Storia

### Sviluppo
Lo studio per un motore con un alto rapporto di compressione, a singolo albero e senza statori del compressore a geometria variabile comportò un allungamento dei tempi del progetto che vide il primo J71 provato al banco solo nel 1950. La versione J71-A-9 fu scelta per motorizzare il Douglas B-66 Destroyer e il McDonnell F3H Demon in luogo del Westinghouse J40 dimostratosi inaffidabile. Questo motore fu installato anche sul prototipo del Martin P6M SeaMaster.

### Tecnica
I 16 stadi del compressore assiale erano mossi da tre stadi di turbina a cui erano collegati da un unico albero. La camera di combustione era di tipo "tubo-anulare" con dieci tubi di fiamma tra loro interconnessi e contenuti all'interno di una camera anulare in acciaio.
Nelle versioni più recenti erano stati introdotti sistemi di controllo elettro-meccanici, ugelli a geometria variabile e protezioni automatiche contro l'ingestione di ghiaccio e corpi estranei. Il postbruciatore era disponibile in due differenti versioni, una ottimizzata per il decollo e l'incremento di spinta alle basse altitudini e l'altra per le prestazioni in alta quota.

## Varianti

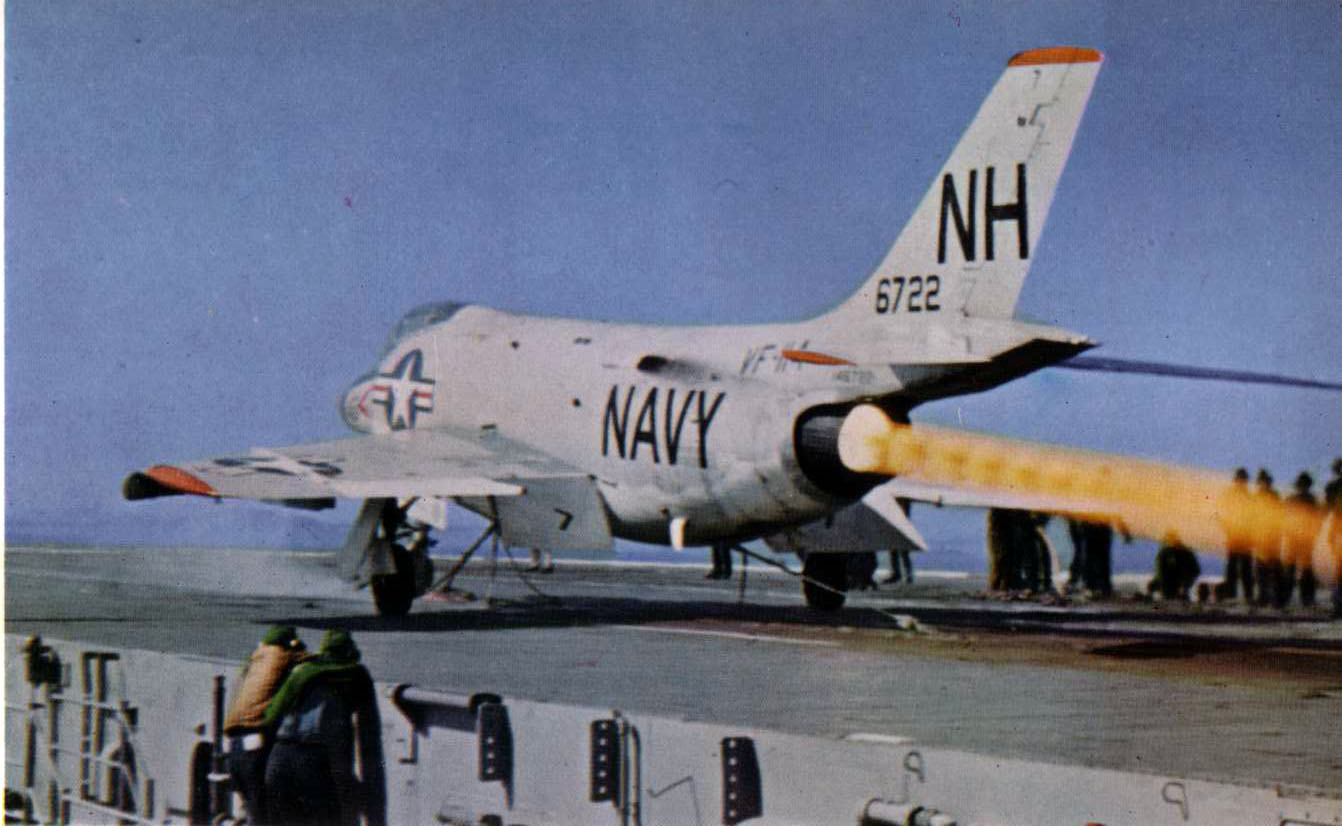
Un McDonnell F3H-2 Demon con postbruciatore acceso in decollo dalla portaerei.

- J71-A-2, -2A, 2B 42,26 kN (9 500 lbf) di spinta, 64,05 kN (14 400 lbf) con postbruciatore, installato sul McDonnell F3H Demon
- J71-A-9 62,27 kN (14 000 lbf) con postbruciatore, installato sul Douglas YRB-66A Destroyer
- J71-A-11, -13 45,4 kN (10 200 lbf) di spinta, installato sul Douglas B-66B, RB-66A/B/C, EB-66C/E, WB-66D

Fonte dei dati: Turbofan and Turbojet engine database handbook.

## Velivoli utilizzatori
Stati Uniti
- Douglas B-66 Destroyer
- McDonnell F3H Demon